# In vino veritas

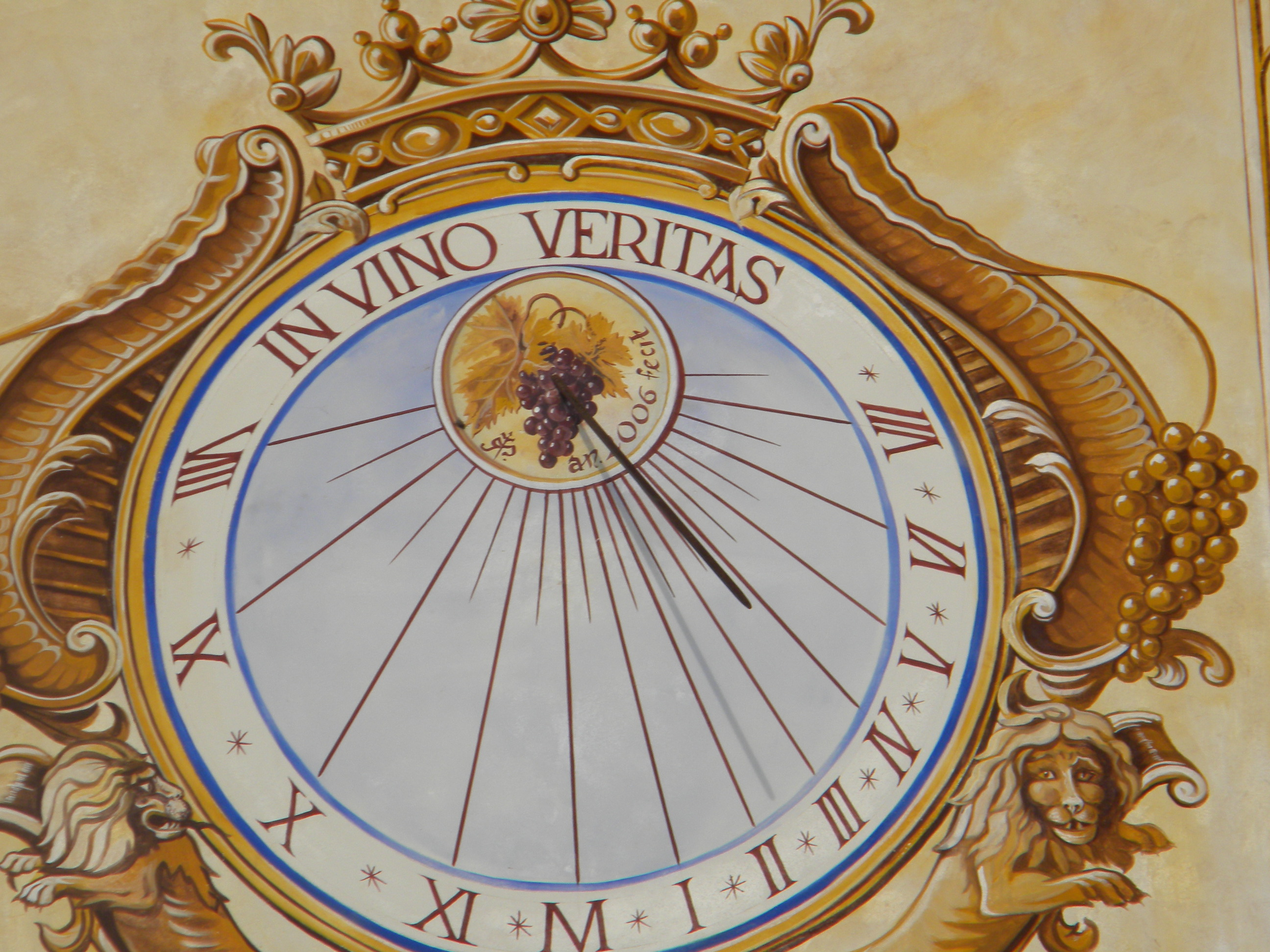
Cadran solaire, château de Pommard.

Pour les articles homonymes, voir Veritas.
In vino veritas est une locution latine qui signifie : « Dans le vin, la vérité ». On la trouve chez Pline l’Ancien. 

## Description
L’expression grecque Ἐν οἴνῳ ἀλήθεια / En oino aletheia, de même sens, est attribuée au poète Alcée. C’est dans l’œuvre de celui-ci qu’on trouverait la plus ancienne référence connue de cette maxime reprise notamment par le grec Athénée de Naucratis dans Les Sages attablés.
L’historien romain Tacite raconte comment les Germains s’enivraient lors de leurs conseils, pensant que c’est sous l’effet de l’alcool que s’exprimait la plus grande franchise.
Des proverbes similaires existent dans de nombreuses cultures. En chinois la maxime 酒後吐真言 signifie : « Après le vin, on a la parole vraie. » On trouve dans le Talmud babylonien (תלמוד בבלי) la maxime נכנס יין יצא סוד : « Vient le vin, sort le secret. »
Cette maxime est le titre d'un magazine destiné aux œnophiles, né en 1992. 
In Vino Veritas est aussi le titre d'un essai philosophique écrit en 1844 par Søren Kierkegaard. Il s’agit d’un récit qui, dans la tradition du banquet platonicien, rapporte les discours de cinq convives sur l’amour.
InVinoVeritas est le nom du club œnologique de l'Institut d'études politiques de Paris (Sciences Po). Cette association œnologique, l'une des plus anciennes de l'IEP, est connue pour organiser le SciencesPo International Tasting (SPIT), concours de dégustation œnologique étudiant international, réputé comme « le plus difficile » des concours étudiants selon La Revue du vin de France.
Rabelais l’a paraphrasée ainsi : « Le jus de la vigne clarifie l’esprit et l’entendement, apaise l’ire, chasse la tristesse et donne joie et liesse. »

La maxime est souvent extrapolée : In vino veritas, in aqua sanitas, « Dans le vin, la vérité ; dans l’eau, la santé. »  [réf. nécessaire]